# August Ferdinand Kuwert
August Ferdinand Kuwert (Nidden, 15 oktober 1828 - Wernsdorf bij Königsberg, 14 augustus 1894) was een Duits entomoloog.
August Ferdinand Kuwert werd geboren in Nidden (nu het Litouwse Nida), Oost-Pruisen in 1828. Als entomoloog had hij vooral interesse in de orde van de kevers (coleoptera). Hij bewerkte de determinatietabellen voor de kevers uit Europa. Hij had een voorliefde voor waterkevers (Hydrophilidae), oevergraafkevers (Heteroceridae) en later ook mierkevers (Cleridae) en de Passalidae. Hij publiceerde hierover een groot aantal wetenschappelijke artikelen en beschreef veel nieuwe taxa.        

## Enkele werken
- 1891 - Systematische Uebersicht der Passaliden-Arten und Gattungen. in: Deutsche Entomologische Zeitschrift
- 1897 - Die Passaliden Dichotomisch Bearbeitet, die Arten. in: Nov. Zool.

- Nederlandse Thesaurus van Auteursnamen: 297640275
- Système universitaire de documentation: 195446879
- Virtual International Authority File: 2073147605346157760008
- WorldCat: E39PBJvMtttMVQfKX9pMBfkYyd